# 弗氏錐首魚
弗氏錐首魚，為黑頭魚科的其中一種，為深海魚類，分布於東大西洋亞速群島、印度洋南緯11°25'、東經88°52'與太平洋北緯19°49'、東經151°48'海域，棲息深度1370-1660公尺，體長可達37.2公分，棲息在中層水域，生活習性不明。